# Fifth Third Bank
Fifth Third Bank (5/3 Bank) (NASDAQ: FITB

) er en amerikansk bank og datterselskab til Fifth Third Bancorp med hovedkvarter i Cincinnati, Ohio. Fifth Third har 1.100 afdelinger i 11 delstater og 19.112 ansatte.
17. juni 1858 åbnede Bank of the Ohio Valley i Cincinnati, Ohio. 23. juni 1863 blev Third National Bank organiseret.
Navnet "Fifth Third" stammer fra en fusion imellem Third National Bank og Fifth National Bank i 1909.